# Uffe Elbæk
Uffe Elbæk (sinh ngày 15 tháng 6 năm 1954, Ry Højskole) là một chính khách Đan Mạch, nhân viên xã hội, tác giả, nhà báo, doanh nhân. Năm 2013, ông thành lập đảng chính trị xanh The Alternative, mà ông đã lãnh đạo cho đến tháng 2 năm 2020.
Từ ngày 3 tháng 10 năm 2011 đến tháng 12 năm 2012, ông giữ chức Bộ trưởng Bộ Văn hóa Đan Mạch.
Ông ban đầu là một thành viên của Đảng Tự do Xã hội Đan Mạch, nhưng đã rời đi vào tháng 9 năm 2013 để ra mắt The Alternative with Josephine Fock. The Alternative nhận được 4,8% số phiếu phổ biến tại cuộc bầu cử quốc hội ở Đan Mạch vào ngày 18 tháng 6 và đảm bảo chín ghế trong quốc hội. Sau đó, ông được đảng này đề cử ra tranh cử Thủ tướng trong tổng tuyển cử Đan Mạch 2019, nhưng thua nhà lãnh đạo đảng Dân chủ Xã hội, Mette Frederiksen.
Elbæk tuyên bố vào ngày 16 tháng 12 năm 2019 rằng ông sẽ từ chức lãnh đạo chính trị của The Alternative vào ngày 1 tháng 2 năm 2020. Ông vẫn ở trong Folketing. Ông đã thành công bởi Josephine Fock.

## Đời tư
Elbæk là người đồng tính công khai, và sống trong mối quan hệ đối tác đã đăng ký với nhà nhân chủng học Jens Pedersen, người mà ông sống ở Frederiksberg. 
Elbæk cũng có một đứa con trai và một đứa con riêng từ các mối quan hệ trước đó. Ông là thành viên của LGBT Danmark và Tổ chức Ân xá Quốc tế.